# Дневна стража
Дневна стража (рус. Дневной Дозор) је руски научно фантастични мистеријски филм из 2006. године, режисера Тимура Бекмамбетова у продукцији компанија Первый канал и Базелевс продакшн, а у главним улогама су Константин Хабенски, Марија Порошина, Виктор Вержбицкиј и Галина Тунина.

## Радња
Радња филма се веома разликује од романа „Дневна стража” и донекле је у складу са другим и трећим делом књиге „Ноћна стража”.
Пролог говори о креди судбине. Главни протагониста пролога је Тамерлан, који успева да преправи своју судбину уз помоћ овог артефакта - у првој верзији судбине, он је, показавши милост према непријатељу, смртно рањен у леђа.
Следеће, Лаки Други Антон Городецки и Светлана (још увек приправник) возе се у сервисном камиону. Примају позив - напад Мрачног на људе. Антон, међутим, спречава хапшење Мрачног Другог, пошто у њему препознаје свог сина Јегора. Током потере, Антон успева да се пресели на други ниво Сумрака, који му је раније био недоступан. Егорова шешир-маска као материјални доказ стиже до Светлих, Тамни су веома забринути због овога.
У међувремену, старији Саушкин тражи од Забулона да одгоди свом сину, пошто Костја Саушкин не жели да убија људе и потпуно се сналази са дарованом крвљу. За то Завулон од њега захтева одређену услугу (како се касније испостави - да компромитује Городецког).
Городецки краде физичке доказе, тај исти шешир-маску, из складишта Светлих. У исто време се дешава и убиство Тамног Другог Галине Хорн, која је Јегоров ментор. Докази указују на Антона. Антон и Олга (Велика Светла) мењају тела по Гесеровом наређењу. Антон у Олгином телу одлази у Светланину кућу. Следи сцена у Светланином купатилу: он признаје да није Олга и прича јој о својој љубави.
У међувремену, Мрачни играју своју игру. Завулонова љубавница Алиса и Костја Саушкин се заљубљују једно у друго.
Антон коначно добија Мел и сазнаје да уз његову помоћ можете променити само сопствену судбину.
Кулминација филма је Јегоров рођендан. Његов сукоб са Светланом доводи до поновног рата између Светлих и Тамних, Завулон убија Костју, а Алиса узалуд покушава да га оживи уз помоћ Креде. Москва је бачена у хаос. Тамна енергија уништава куће, уништава Останкински ТВ торањ. У критичном тренутку, када је Антон Городецки на ивици смрти (на њега падне велики комад стакла), појављује се Гесер и „замрзава“ време. Антон обавештава Гесера да је вратио креду судбине коју је украо Јегор. Антон има неко време док је „замрзавање“ на снази, и на трошном зиду некадашње куће старе вештице, у коју је дошао на почетку првог филма, исписује реч „не“ и тиме враћа тренутак то је постало кључно у његовом животу.
Одбивши услуге вештице, Антон, који је остао обичан човек, напушта њен стан и упознаје Семјона, Илију и Катју, који су се спремали за рацију, а затим и Светлану, такође обичну жену тих дана. Он је упознаје и они заједно одлазе по киши, а Гесер и Забулон гледају за њима, мирно играју домине и разговарају о даљим опцијама за судбину Антона и Светлане.
Сцена пре шпица: Семјон се вози на свом ЗИЛ-у и посматра табле на којима су исписана имена филмских стваралаца.